# 薩頓 (新罕布什爾州)
薩頓（英語：Sutton）是一個位於美國新罕布什爾州梅里馬克縣的鎮。

## 人口
根據2020年美國人口普查的數據，薩頓的面積為112.20平方千米，當中陸地面積為110.20平方千米，而水域面積為2.00平方千米。當地共有人口1978人，而人口密度為每平方千米18人。